# 6684 Volodshevchenko
6684 Volodshevchenko eller 1977 QU är en asteroid i huvudbältet som upptäcktes den 19 augusti 1977 av den rysk-sovjetiske astronomen Nikolaj Tjernych vid Krims astrofysiska observatorium på Krim. Den har fått sitt namn efter den ukrainske filmskaparen Vladimir N. Shevchenko, känd för att ha filmat uppröjningen efter Tjernobylolyckan.
Asteroiden har en diameter på ungefär 5 kilometer.